# Mutca
Mutca es una localidad peruana ubicada en la región Apurímac, provincia de Aymaraes, distrito de Chalhuanca. Se encuentra a una altitud de 3208 m s. n. m. Tenía una población de 220 habitantes en 1993.

## Clima
| Parámetros climáticos promedio de Mutca (territorios entre - m s. n. m.). | Parámetros climáticos promedio de Mutca (territorios entre - m s. n. m.). | Parámetros climáticos promedio de Mutca (territorios entre - m s. n. m.). | Parámetros climáticos promedio de Mutca (territorios entre - m s. n. m.). | Parámetros climáticos promedio de Mutca (territorios entre - m s. n. m.). | Parámetros climáticos promedio de Mutca (territorios entre - m s. n. m.). | Parámetros climáticos promedio de Mutca (territorios entre - m s. n. m.). | Parámetros climáticos promedio de Mutca (territorios entre - m s. n. m.). | Parámetros climáticos promedio de Mutca (territorios entre - m s. n. m.). | Parámetros climáticos promedio de Mutca (territorios entre - m s. n. m.). | Parámetros climáticos promedio de Mutca (territorios entre - m s. n. m.). | Parámetros climáticos promedio de Mutca (territorios entre - m s. n. m.). | Parámetros climáticos promedio de Mutca (territorios entre - m s. n. m.). | Parámetros climáticos promedio de Mutca (territorios entre - m s. n. m.). |
| Mes                                                                       | Ene.                                                                      | Feb.                                                                      | Mar.                                                                      | Abr.                                                                      | May.                                                                      | Jun.                                                                      | Jul.                                                                      | Ago.                                                                      | Sep.                                                                      | Oct.                                                                      | Nov.                                                                      | Dic.                                                                      | Anual                                                                     |
| ------------------------------------------------------------------------- | ------------------------------------------------------------------------- | ------------------------------------------------------------------------- | ------------------------------------------------------------------------- | ------------------------------------------------------------------------- | ------------------------------------------------------------------------- | ------------------------------------------------------------------------- | ------------------------------------------------------------------------- | ------------------------------------------------------------------------- | ------------------------------------------------------------------------- | ------------------------------------------------------------------------- | ------------------------------------------------------------------------- | ------------------------------------------------------------------------- | ------------------------------------------------------------------------- |
| Temp. máx. media (°C)                                                     | 19                                                                        | 19                                                                        | 19                                                                        | 20                                                                        | 20                                                                        | 19                                                                        | 19                                                                        | 20                                                                        | 20                                                                        | 21                                                                        | 21                                                                        | 21                                                                        | 19.8                                                                      |
| Temp. media (°C)                                                          | 12.8                                                                      | 12.7                                                                      | 12.7                                                                      | 12.6                                                                      | 11.8                                                                      | 10.5                                                                      | 10.3                                                                      | 10.9                                                                      | 12.1                                                                      | 13.4                                                                      | 13.4                                                                      | 13                                                                        | 12.2                                                                      |
| Temp. mín. media (°C)                                                     | 7                                                                         | 7                                                                         | 6                                                                         | 5                                                                         | 3                                                                         | 1                                                                         | 0                                                                         | 2                                                                         | 4                                                                         | 5.5                                                                       | 6                                                                         | 7                                                                         | 4.5                                                                       |
| Fuente n.º 1: Accuweather                                                 |                                                                           |                                                                           |                                                                           |                                                                           |                                                                           |                                                                           |                                                                           |                                                                           |                                                                           |                                                                           |                                                                           |                                                                           |                                                                           |
| Fuente n.º 2: climate-data.org                                            |                                                                           |                                                                           |                                                                           |                                                                           |                                                                           |                                                                           |                                                                           |                                                                           |                                                                           |                                                                           |                                                                           |                                                                           |                                                                           |

## Lugares de interés
- Iglesia San Felipe de Mutca
- Catarata de Mutca